# Haki Doku
Haki Doku (Kruja, 18 giugno 1969) è un paraciclista albanese.
Ha partecipato ai XIV Giochi paralimpici estivi di Londra come unico atleta albanese e, di conseguenza, ne è stato anche il portabandiera.